# Edifici Caixa de Pensions de Catalunya
L'Edifici Caixa de Pensions de Catalunya és una obra noucentista de Tarragona protegida com a Bé Cultural d'Interès Local.

## Descripció
Edifici de planta baixa, entresòl, quatre pisos i dues torres a cada cantó. De façana treballada en els angles, es combina amb fàbrica de rajol vist. Tot l'edifici té una tendència academicista que utilitza elements clàssics com els frontons a les llindes dels balcons i el remat de torres en els quatre costats, cobertes per una cúpula de pissarra. L'estil neoclàssic d'aquest edifici de proporcions considerables, ha caracteritzat la Rambla de Tarragona essent, juntament amb els números 2 i 103, els únics amb torre que es conserven al passeig.